# Вејнтаун (Индијана)
Вејнтаун (енгл. Waynetown) град је у америчкој савезној држави Индијана.

## Демографија
По попису из 2010. године број становника је 958, што је 49 (5,4%) становника више него 2000. године.
| Група             | 2000.       | 2010.       |
| Белци             | 899 (98,9%) | 930 (97,1%) |
| Афроамериканци    | 1 (0,1%)    | 2 (0,2%)    |
| Азијати           | 0 (0,0%)    | 0 (0,0%)    |
| Хиспаноамериканци | 4 (0,4%)    | 19 (2,0%)   |
| Укупно            | 909         | 958         |